# Pyynikki
Pyynikki (suédois : Pynike) est un  quartier de Tampere en Finlande.

## Description
Pyynikki est proche de Pispala et du centre de Tampere. Il est composé d'une zone morainique protégée de 90 hectares d'où l'on a une vue sur le lac Pyhäjärvi. 
L'esker de Pyynikki est l'esker le plus haut du monde qui culmine à 162 mètres d'altitude et à 95 mètres au-dessus du lac Pyhäjärvi,.
Au sud de esker de Pyynikki se trouvent le théâtre d'été de Pyynikki, l'hôtel Scandic Rosendahl (fi), des courts de tennis et une plage de sable. 
Sur la crête se trouve la tour d'observation de Pyynikki, haute de 25 mètres, et sur le côté nord de la crête, dans le quartier de Pyynikinrinne, le terrain de sport de Pyynikki (fi), construit dans les années 1920. .
Pyynikki est le cadre du roman de Frans Emil Sillanpää Hiltu et Ragnar.

## Galerie

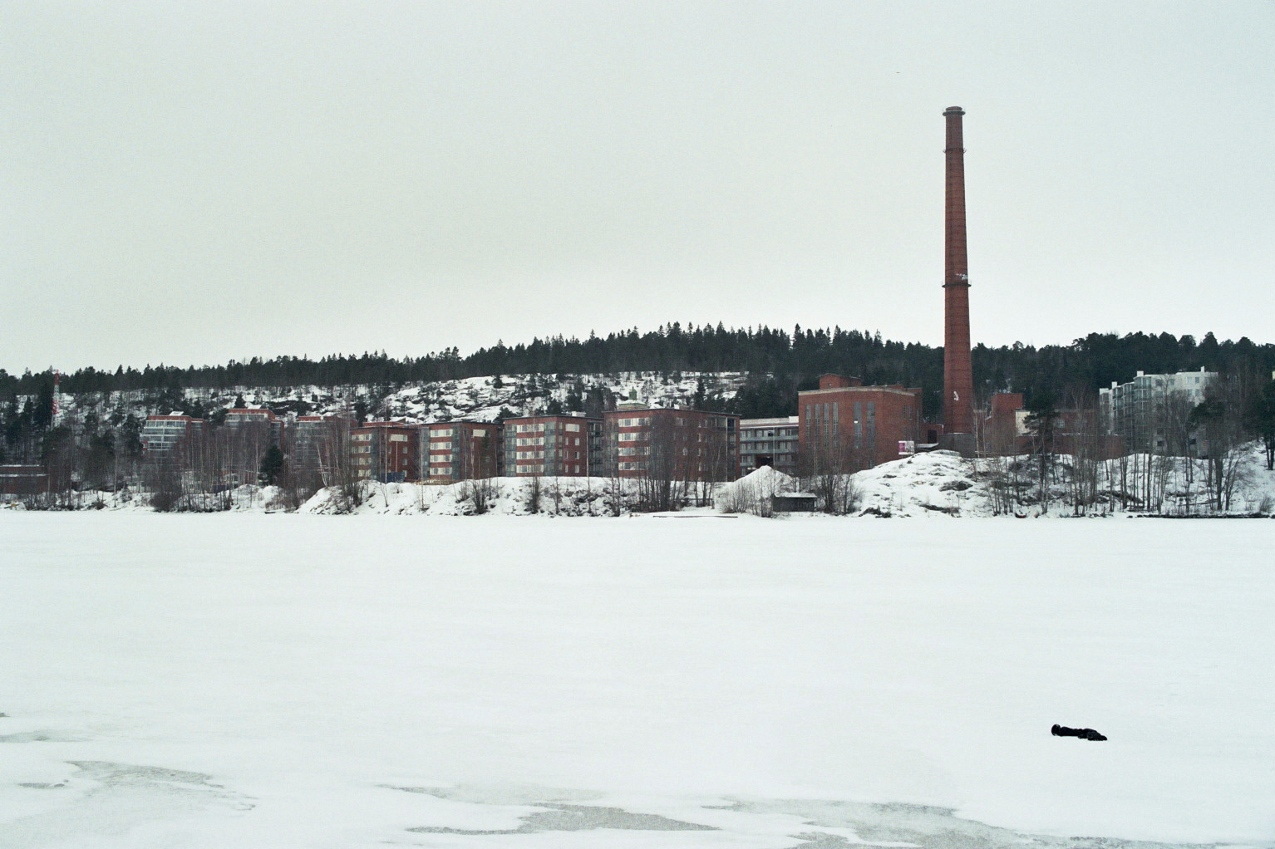
L’ancienne usine de tricot de Pyynikki
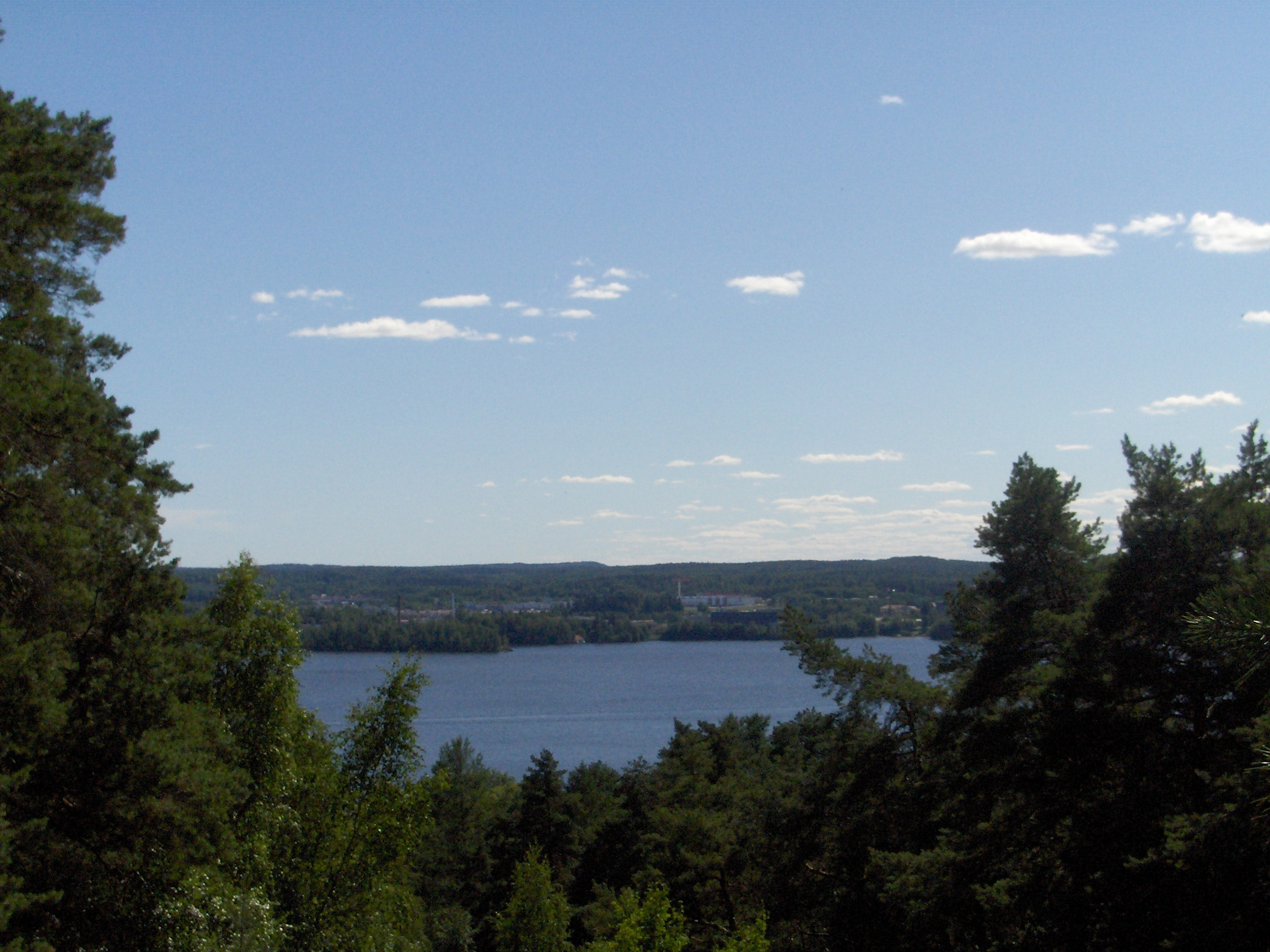
L'esker de Pyynikki.
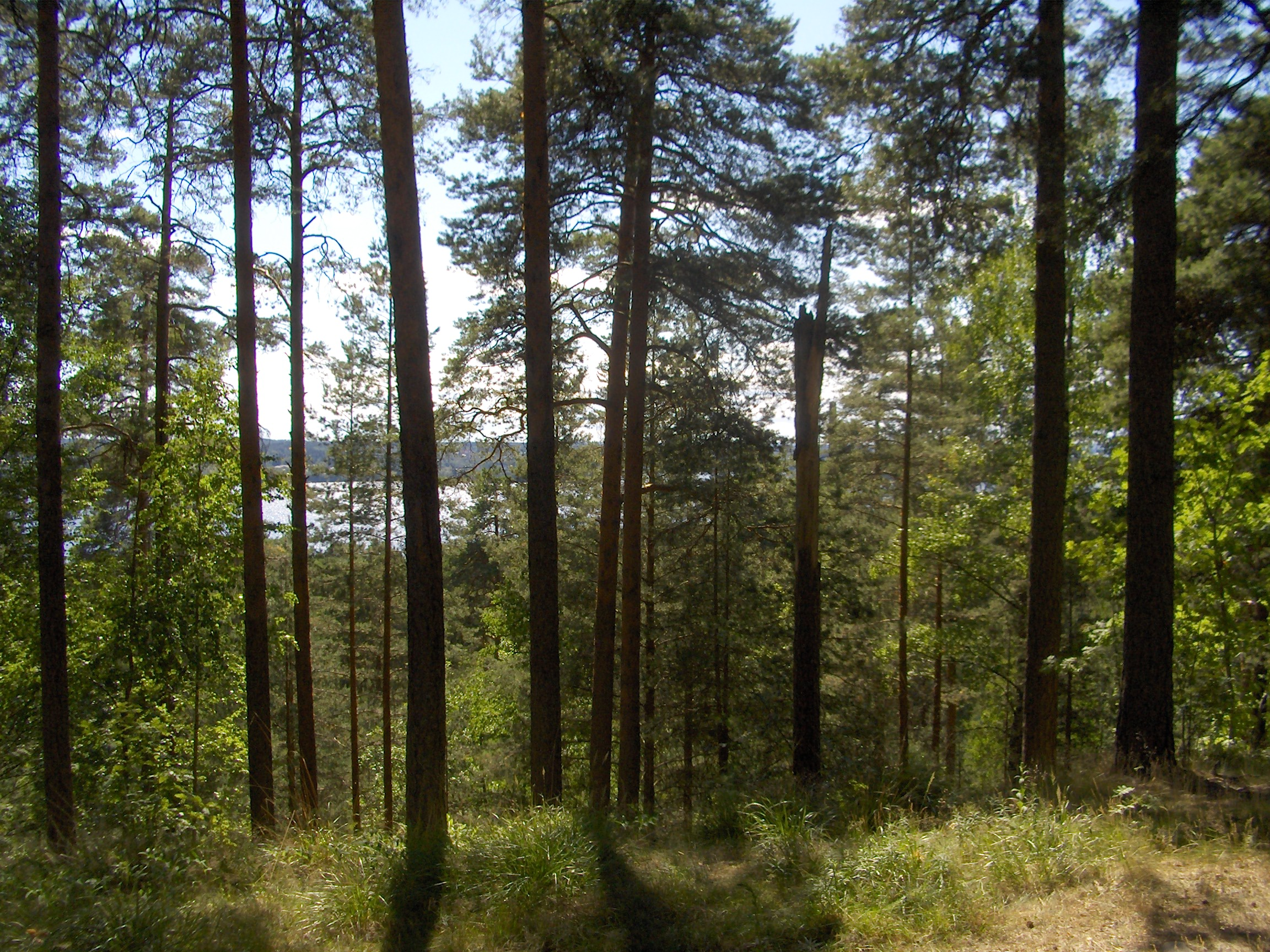
L'esker de Pyynikki.
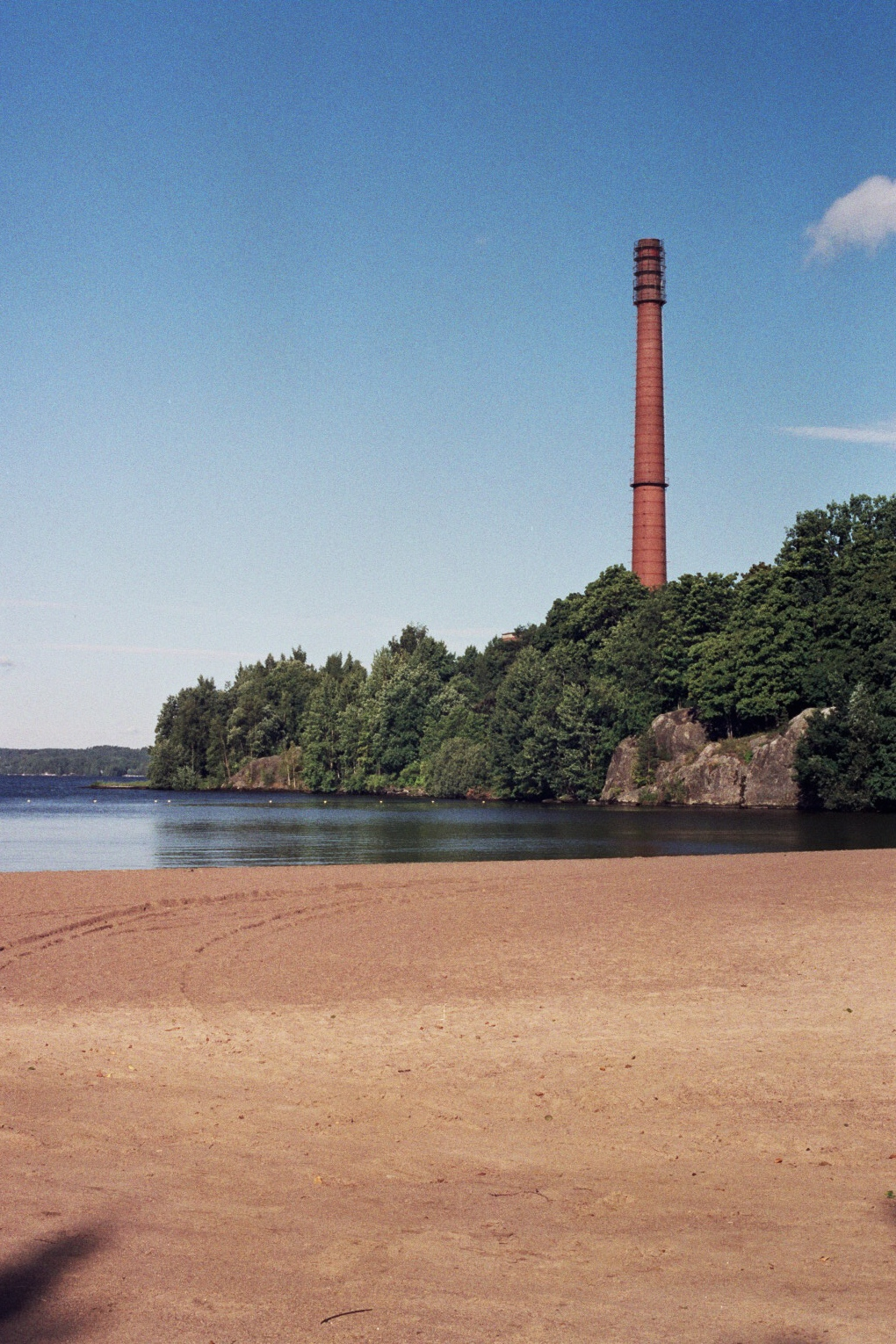
Plage.
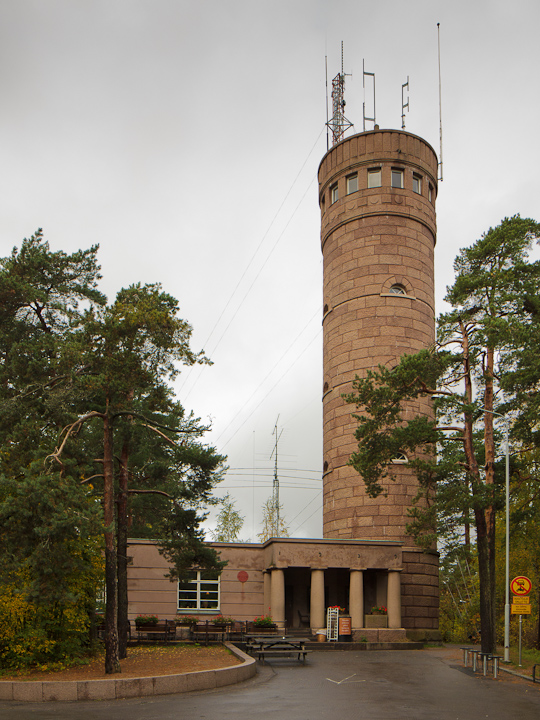
La Tour d'observation de Pyynikki.
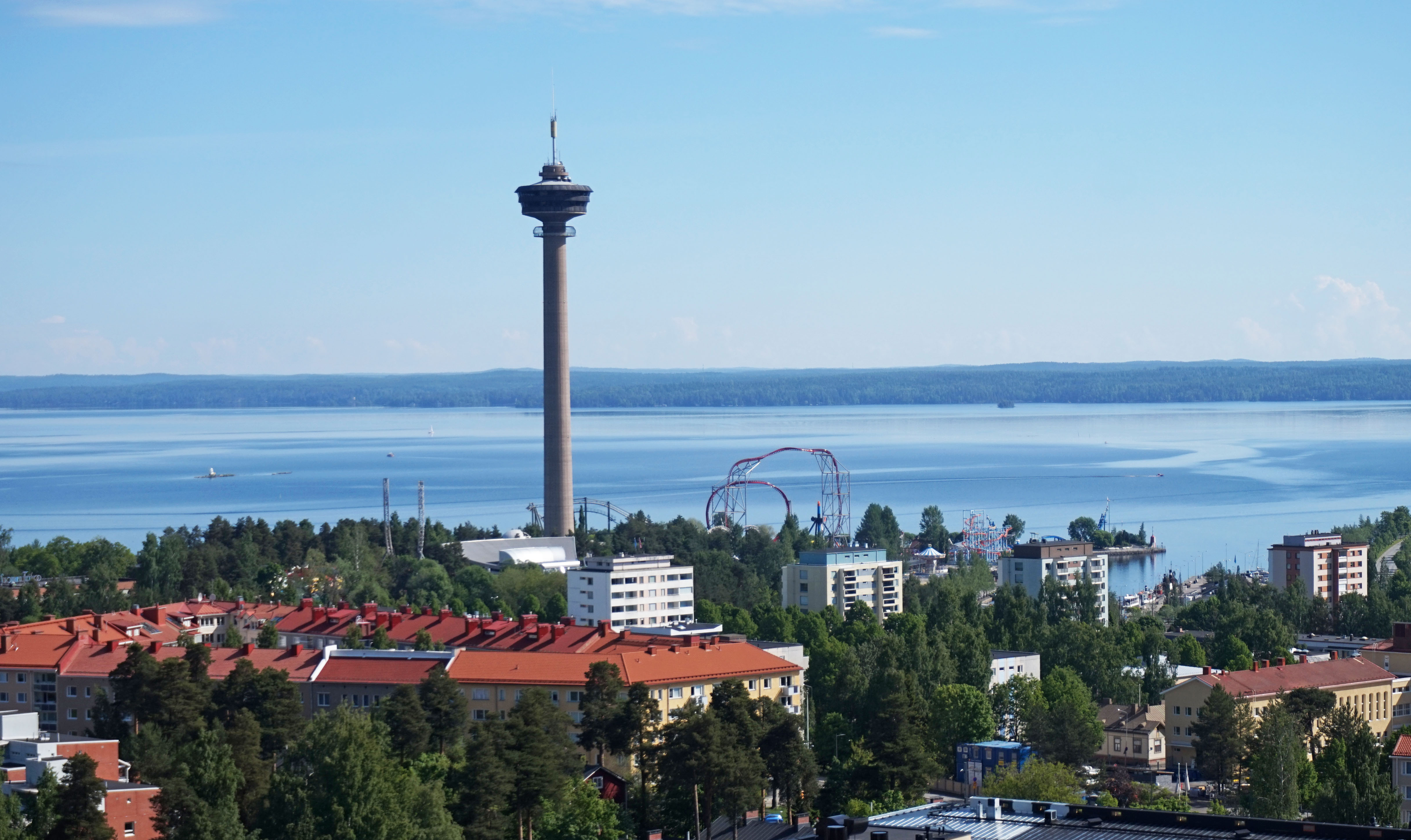
Vue de la tour d'observation de Pyynikki
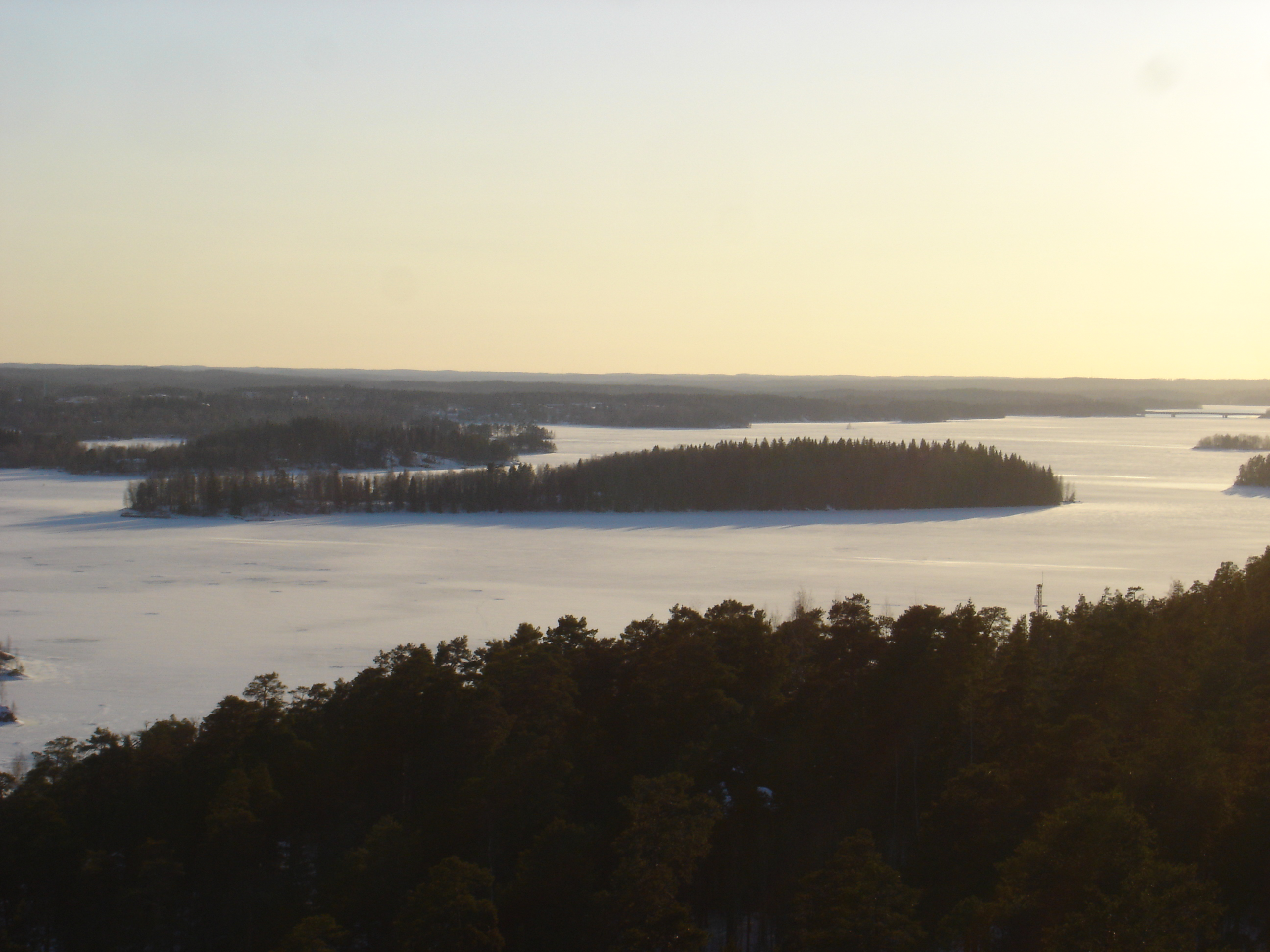
Viikinsaari
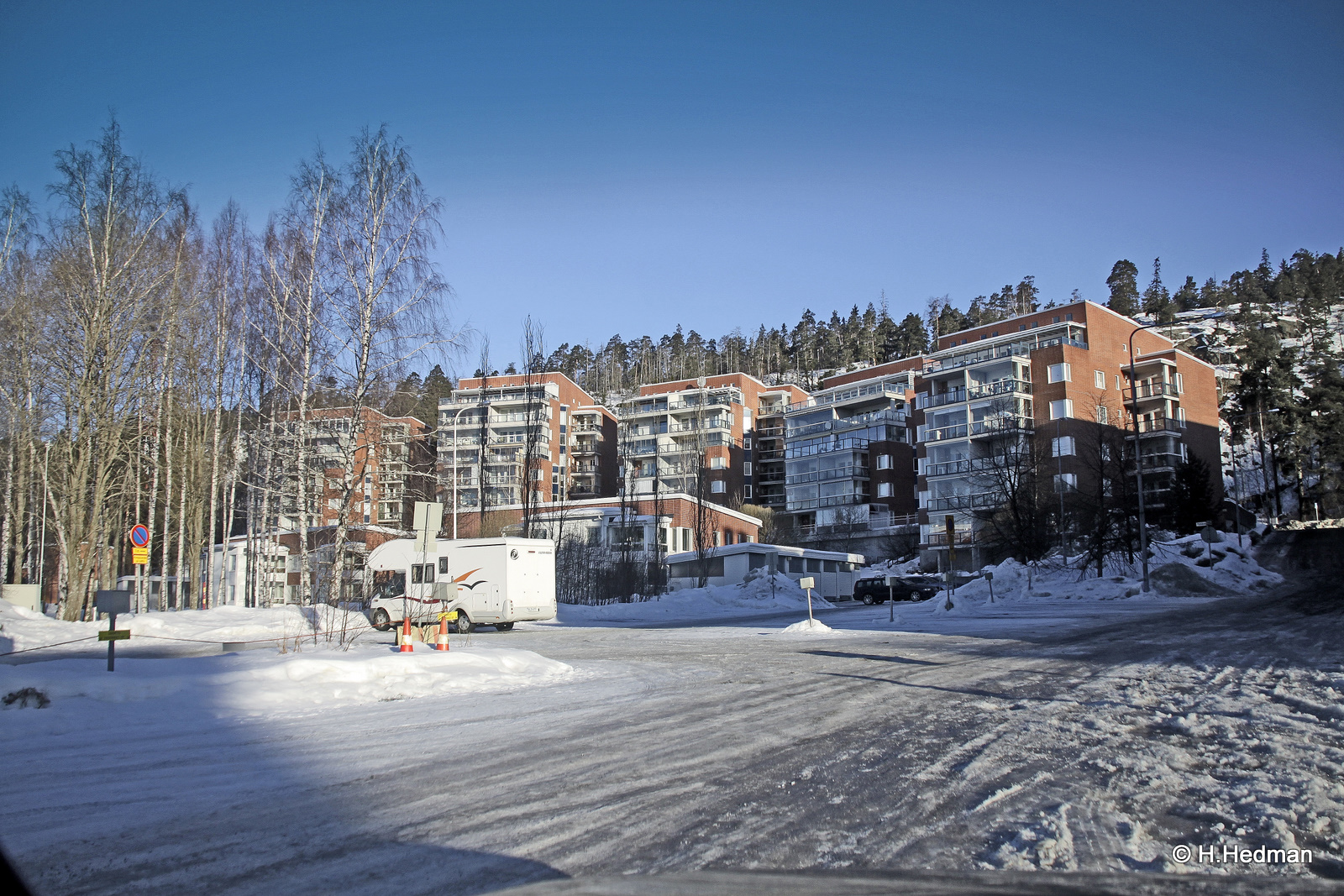
Nahkakuja.